# Freie Patriotische Bewegung
Die Freie Patriotische Bewegung (Kürzel FPB; arabisch التيار الوطني الحر at-Tayyār al-waṭanī al-ḥurr; französisch Courant patriotique libre, CPL), auch als „Aoun-Bewegung“ (at-Tayyār al-ʿAunī) oder „Aoun-Partei“ bekannt, ist eine politische Partei im Libanon. Die Anhängerschaft der Partei rekrutiert sich überwiegend aus der christlichen Bevölkerung des Libanon.
Sie wird seit 2003 von General Michel Aoun geführt, einem früheren Kommandeur der Streitkräfte des Libanon, der während der Jahre 1988 bis 1990 in einer der beiden rivalisierenden Regierungen des Landes Ministerpräsident war. Die Bewegung wurde offiziell am 18. September 2005 zu einer politischen Partei erklärt.
Die Partei vertritt eine Linie des Säkularismus und tritt für das Wahlrecht von im Ausland lebenden Libanesen ein sowie für ein politisches und wirtschaftliches Programm für den Wiederaufbau der Wirtschaft des Libanon und die Ausweitung der Autorität der libanesischen Regierung über das komplette Staatsgebiet.
Die FPB ist ein Hauptbestandteil der Allianz des 8. März, der außerdem die schiitischen Parteien Hisbollah und Amal angehören.

## Geschichte
Viele Jahre führte Aoun die FPB aus seinem Exil in Paris. Am 7. Mai 2005 kehrte er in den Libanon zurück und nahm an den Parlamentswahlen im Mai und Juni 2005 teil. Die Freie Patriotische Bewegung und ihre Verbündeten gewannen 21 Sitze in der aus 128 Mitgliedern bestehenden Nationalversammlung.
Am 6. Februar 2006 unterzeichnete die FPB ein Memorandum mit der schiitischen Hisbollah. Darin vereinbarten beide Seiten unter anderem die Entwaffnung der Hisbollah, abhängig von der Lösung der Problematik der Schebaa-Farmen; diese sind von Israel besetzt und international allgemein als zu Syrien gehörend anerkannt, werden aber in dem Memorandum zu libanesischem Gebiet erklärt. Die Vereinbarung spricht auch die Wichtigkeit normaler Beziehungen zu Syrien an sowie die Entlassung aller politischen Häftlinge in Syrien und Israel und deren Rückführung in den Libanon. Diese Allianz ist insofern bemerkenswert, als Aoun seit dem „Befreiungskrieg“ gegen Syrien eine anti-syrische Einstellung hatte, während die Hisbollah als wichtigster Verbündeter Syriens im Libanon gilt.
Die Regierung von Fouad Siniora, in der die sunnitisch geprägte, anti-syrische (und pro-westliche) Zukunftsbewegung von Saad Hariri dominierte, ging auf Konfrontationskurs mit dieser Allianz aus FPB und Hisbollah und versuchte diese aus ihren Machtpositionen zu entfernen. Die unversöhnliche Haltung beider Blöcke führte zu einem Patt und einer Blockade. Das Parlament trat nicht mehr zusammen, keines der beiden Lager konnte seinen Kandidaten für die Nachfolge des Staatspräsidenten Émile Lahoud, dessen Amtszeit im November 2007 endete, durchsetzen. Bei bewaffneten Auseinandersetzungen starben wenigstens 81 Menschen, der Libanon wurde schon am Rand eines erneuten Bürgerkriegs gesehen. Schließlich einigten sich die rivalisierenden Lager im Mai 2008 unter Vermittlung Katars im Abkommen von Doha auf die Bildung einer Regierung der nationalen Einheit. In ihr war die FPB mit einem Vize-Premier und zwei weiteren Ministern vertreten.
An der Parlamentswahl im Juli 2009 nahm die Partei im Rahmen der Allianz des 8. März teil, die im Gegensatz zur konkurrierenden Allianz des 14. März als pro-syrisch und anti-westlich beschrieben wird. Ihre Hauptpartner waren die schiitischen Parteien Hisbollah und Amal. Mit 18 Sitzen wurden die Aounisten zweitstärkste Einzelpartei im Parlament, Wahlsieger war jedoch die Allianz des 14. März unter der Führung der Zukunftsbewegung und Saad Hariri. Die FPB bildete anschließend größte Oppositionsfraktion, ihrem „Block des Wandels und der Reform“ gehörten außerdem kleinere Parteien wie die Libanesische Demokratische Partei, Marada und die libanesische Sektion der Armenischen Revolutionären Föderation (Taschnag) an.
Hariri bildete erneut eine Koalition der nationalen Einheit, an der die FPB mit drei Kabinettsposten beteiligt war, darunter Charbel Nahas als Kommunikationsminister. Im Januar 2011 zogen Hisbollah und Aoun-Partei jedoch aus Protest gegen die Ermittlungen des UN-Tribunals zum Mord an Saads Vater Rafik Hariri ihre Minister aus der Regierung ab. Nachdem die Progressiv-sozialistische Partei des Drusen Walid Dschumblat die Seiten gewechselt hatte, zerbrach Hariris Regierung endgültig und die Parteien der durch die Überläufer verstärkten Allianz des 8. März bildeten im Juni 2011 eine Regierung unter Najib Mikati. In ihr stellte die FPB sieben Minister, unter anderem für das Arbeits- (Charbel Nahas) und das Telekommunikationsressort (Nicolas Sehnaoui). Im März 2013 trat Mikati zurück, um erneut einer nationalen Einheitsregierung unter Tammam Salam Platz zu machen.